# Jonathan Adams
Jonathan Adams (Pittsburgh, 16 luglio 1967) è un attore statunitense, noto per le sue interpretazioni nelle serie televisive American Dreams e Bones.

## Filmografia parziale

### Attore

#### Cinema
- Heartstopper, regia di John A. Russo (1989)
- Air Bud 2 - Eroe a quattro zampe (Air Bud: Golden Receiver), regia di Richard Martin (1998)
- Osmosis Jones, regia di Bobby Farrelly e Peter Farrelly (2001)
- Doctor Strange: The Sorcerer Supreme (2007)
- Superman/Batman: Public Enemies, regia di Sam Liu (2009)
- Justice League: Crisis on Two Earths, regia di Sam Liu e Lauren Montgomery (2010)
- Elemental, regia di Peter Sohn (2023)
- Justice League: Crisis on Infinite Earths, regia di Jeff Wamester (2024)

#### Televisione
- Frasier – serie TV, episodio 8x12 (2001)
- Walker Texas Ranger – serie TV, episodio 9x15 (2001)
- Felicity – serie TV, episodio 3x12 (2001)
- The American Embassy – serie TV, 6 episodi (2002)
- Crossing Jordan – serie TV, episodio 3x02 (2004)
- American Dreams – serie TV, 61 episodi (2002–2005)
- Bones – serie TV, 22 episodi (2005)
- One Tree Hill – serie TV, episodio 4x20 (2007)
- The Unit – serie TV, episodio 2x06 (2006)
- 24 – serie TV, episodi 6x19-7x23 (2007-2009)
- The Closer – serie TV, episodio 3x04 (2007)
- NCIS – serie TV, episodio 5x08 (2007)
- I signori del rum (Cane) – serie TV, episodio 1x09 (2007)
- Women's Murder Club – serie TV, 5 episodi (2007–2008)
- Medium – serie TV, episodio 4x15 (2008)
- Boston Legal – serie TV, episodio 5x09 (2008)
- NCIS: Los Angeles – serie TV, episodio 1x04 (2009)
- Black Panther – serie animata, episodi 1x03-1x04 (2010)
- Avengers - I più potenti eroi della Terra (The Avengers: Earth's Mightiest Heroes) – serie animata, 5 episodi (2010-2012)
- Hellcats – serie TV, episodi 1x06-1x21 (2010-2011)
- Castle – serie TV, episodi 3x13-6x17-6x22 (2011-2014)
- Green Lantern: The Animated Series – serie animata, 6 episodi (2011)
- Revenge – serie TV, 3 episodi (2012-2013)
- L'uomo di casa (Last Man Standing) – serie TV, 112 episodi (2012-2021)
- La leggenda di Korra (The Legend of Korra) – serie animata, 9 episodi (2013-2014)
- Dallas – serie TV, episodi 3x07-3x12 (2014)
- Guardiani della Galassia (Guardians of the Galaxy) – serie animata, 9 episodi (2015-2019)
- Dark Winds – serie TV, 5 episodi (2022)
- Bob Hearts Abishola – serie TV, 7 episodi (2022-2024)
- Grey's Anatomy – serie TV, episodi 19x19-20x07 (2023-2024)
- Dexter: Original Sin – serie TV (2025)

## Doppiatore

### Videogiochi
- Army of Two: The 40th Day (2010)
- Marvel vs. Capcom 3: Fate of Two Worlds (2011)
- Diablo III (2012)
- The Elder Scrolls Online (2014)
- Heroes of the Storm (2015)
- World of Warcraft: Legion (2016)
- For Honor (2017)

## Doppiatori italiani
Nelle versioni in italiano delle opere in cui ha recitato, Jonathan Adams è stato doppiato da:
- Roberto Draghetti in Bones
- Stefano Mondini in 24
- Mauro Magliozzi in The Closer
- Simone Mori in The Glades
- Nanni Baldini in Desperate Housewives
- Paolo Marchese in Castle - Detective tra le righe
- Alberto Angrisano in Revenge
- Paolo Buglioni in All Rise
- Edoardo Siravo in Grey's Anatomy

Da doppiatore è sostituito da:
- Roberto Accornero in Hitman: Absolution
- Alessandro D'Errico in Diablo III
- Gaetano Lizzio in The Stinky & Dirty Show
- Alberto Angrisano in C'era una volta